# Neubeuern
Neubeuern è un comune tedesco di 4 184 abitanti, situato nel land della Baviera.